# Andreas Antonopoulos
Pour les articles homonymes, voir Antonopoulos.
 (avril 2022).
La mise en forme du texte ne suit pas les recommandations de Wikipédia : il faut le « wikifier ».
Les points d'amélioration suivants sont les cas les plus fréquents. Le détail des points à revoir est peut-être précisé sur la page de discussion.
- Les titres sont pré-formatés par le logiciel. Ils ne sont ni en capitales, ni en gras.
- Le texte ne doit pas être écrit en capitales (les noms de famille non plus), ni en gras, ni en italique, ni en « petit »…
- Le gras n'est utilisé que pour surligner le titre de l'article dans l'introduction, une seule fois.
- L'italique est rarement utilisé : mots en langue étrangère, titres d'œuvres, noms de bateaux, etc.
- Les citations ne sont pas en italique mais en corps de texte normal. Elles sont entourées par des guillemets français : « et ».
- Les listes à puces sont à éviter, des paragraphes rédigés étant largement préférés. Les tableaux sont à réserver à la présentation de données structurées (résultats, etc.).
- Les appels de note de bas de page (petits chiffres en exposant, introduits par l'outil «  Source ») sont à placer entre la fin de phrase et le point final[comme ça].
- Les liens internes (vers d'autres articles de Wikipédia) sont à choisir avec parcimonie. Créez des liens vers des articles approfondissant le sujet. Les termes génériques sans rapport avec le sujet sont à éviter, ainsi que les répétitions de liens vers un même terme.
- Les liens externes sont à placer uniquement dans une section « Liens externes », à la fin de l'article. Ces liens sont à choisir avec parcimonie suivant les règles définies. Si un lien sert de source à l'article, son insertion dans le texte est à faire par les notes de bas de page.
- La présentation des références doit suivre les conventions bibliographiques. Il est recommandé d'utiliser les modèles {{Ouvrage}}, {{Chapitre}}, {{Article}}, {{Lien web}} et/ou {{Bibliographie}}. Le mode d'édition visuel peut mettre en forme automatiquement les références.
- Insérer une infobox (cadre d'informations à droite) n'est pas obligatoire pour parachever la mise en page.

Pour une aide détaillée, merci de consulter Aide:Wikification.
Si vous pensez que ces points ont été résolus, vous pouvez retirer ce bandeau et améliorer la mise en forme d'un autre article.
Andreas M. Antonopoulos, né en 1972 à Londres, est un entrepreneur technologique gréco-britannique,, auteur et promoteur du Bitcoin. Il est animateur du podcast Speaking of Bitcoin (initialement Let's Talk Bitcoin! ) et enseignant à la Maîtrise des Monnaies numériques à l'Université de Nicosie.

## Enfance et éducation
Andreas Antonopoulos naît en 1972 à Londres, au Royaume-Uni, et déménage à Athènes, en Grèce, pendant la junte grecque.[réf. nécessaire] Il y passe son enfance, et retourne au Royaume-Uni à l'âge de 17 ans.[réf. nécessaire] Andreas Antonopoulos obtient des diplômes en informatique et communications de données, réseaux et systèmes distribués de l'University College de Londres.

## Carrière

### Nemertes Research
De 2003 à 2011, Andreas Antonopoulos est l'associé fondateur et le vice-président principal de la société de conseil et de consultation Nemertes Research. Durant cette période, il fait de la recherche sur la sécurité informatique, déclarant que la plus grande menace pour la sécurité informatique ne sont pas les pirates informatiques expérimentés, mais plutôt les systèmes trop complexes résultant d'un changement rapide dans les affaires.

### Promotion du Bitcoin et blokchain
En 2012, Andreas Antonopoulos découvre le Bitcoin. Frappé par les caractéristiques de la cryptomonnaie, il abandonne son travail de consultant indépendant pour en faire la promotion. Il intervient lors de conférences sur le Bitcoin, fait de la consultation pour des startups et écrit des articles gratuitement pour mettre en avant les impacts positifs que le Bitcoin peut avoir sur la société selon lui.
Selon son podcast, Andreas Antonopoulos est un consultant aidant plusieurs startups liées au bitcoin.
En janvier 2014, Andreas Antonopoulos rejoint la société Blockchain.info en tant que directeur de la sécurité. En septembre 2014, il quitte son poste.
En avril 2014, Andreas Antonopoulos organise une campagne de financement en soutien à Dorian Nakamoto, identifié dans un article de Newsweek comme le créateur du Bitcoin, Satoshi Nakamoto. Les techniques de reportage utilisées dans l'article sont controversées[pas clair]. La collecte de fonds, destinée à aider Nakamoto après l'attention qu'il a reçue à la suite de l'article, réunit 50 Bitcoins, d'une valeur de 23 000 dollars américains à l'époque,.
Le 8 octobre 2014, Andreas Antonopoulos s'exprime devant le comité des banques et du commerce du Sénat du Canada pour répondre aux questions des sénateurs sur la façon de réglementer le Bitcoin au Canada.
En mars 2016, Andreas Antonopoulos publie Mastering Bitcoin en version imprimée et en ligne, dont la sortie est suivie d'une seconde édition en juin 2017.
En décembre 2017, des dons non sollicités de plus de 100 bitcoins sont envoyés à Andreas Antonopoulos par plus d'un millier d'adeptes de son travail, après la publication d'un message public sur Twitter par Roger Ver le 5 décembre. Ce message ridiculisant Andreas Antonopoulos remettait en question ses choix d'investissements compte tenu de son discours public « éloquent » sur le bitcoin depuis 2012,.